# Šaka
Šaka ili pest je dio ruke distalno od zapešća. Šaka se obično koristi kod goloruke borbe, kao što je boks. 
Stisnuta šaka u nekim kulturama je kao gesta znak prkosa.